# شفيق السحيمي
شفيق السحيمي (مواليد 23 فبراير 1948) هو ممثل وكاتب سيناريو ومخرج أفلام وأستاذ جامعي مغربي، يعتبر واحدًا من رواد الفن المغربي، حيث ترك بصمة قوية في المشهد الفني بالمغرب، خاصة في مجالات الدراما التلفزيونية والمسرح.
يُعرف شفيق السحيمي بأعماله الملتزمة التي تعكس هموم المجتمع المغربي، وبراعته في رسم الشخصيات بعمق وإبراز التناقضات الاجتماعية. كما أنه من المخرجين القلائل الذين جمعوا بين الاحترافية والقرب من واقع المجتمع المغربي، حيث يُعطي أهمية كبيرة للسيناريو والحوار والشخصيات.
وهو مرجع في الدراما المغربية، وأحد أبرز المبدعين الذين ساهموا في تطوير الصناعة التلفزيونية بالمغرب. كما أن له دورًا كبيرًا في تكوين جيل جديد من الممثلين، سواء عبر أعماله أو من خلال دعمه للمواهب الشابة.

## النشأة
وُلد شفيق السحيمي في 23 فبراير 1948 بمدينة الدار البيضاء، ونشأ في فترة ما بعد الحرب العالمية الثانية وأثناء الاستعمار الفرنسي للمغرب، مما أثر على وعيه الوطني والنضالي.
بعد إنهائه للدراسات الثانوية، سافر لمدة سنتين إلى لبنان.
عند عودته، بدأ في ممارسة المسرح الهاوي، كما قام بترجمة مسرحيات للكاتب الألماني الشهير برتولت بريشت، وساهم في التعريف به لدى الجمهور المغربي بالتعاون مع فرع معهد جوته بالدار البيضاء.
لاحقًا، انتقل إلى فرنسا لمتابعة دراسته العليا، حيث بدأ بدراسة علم الاجتماع، ثم الاقتصاد، قبل أن يُغير مساره بشكل نهائي بعد عامين نحو قسم الدراسات المسرحية والسينمائية بجامعة باريس 8، إضافة إلى ذلك، التحق بالمعهد الوطني العالي للفنون الدرامية بباريس، حيث تلقى تكوينًا مسرحيًا احترافيًا على يد أسماء بارزة مثل ميشيل بوكيه، كما تابع في الوقت نفسه دراسة تاريخ الفن لمدة 4 سنوات في كلية اللوفر، خلال هذه الفترة، طور شفيق السحيمي عملًا متعمقًا حول أداء الممثل والحكواتي، وفي سنة 1989، حصل على درجة دكتوراه الدولة ببحث تحت عنوان «هويات المسرح المغربي».

## مسيرته الفنية

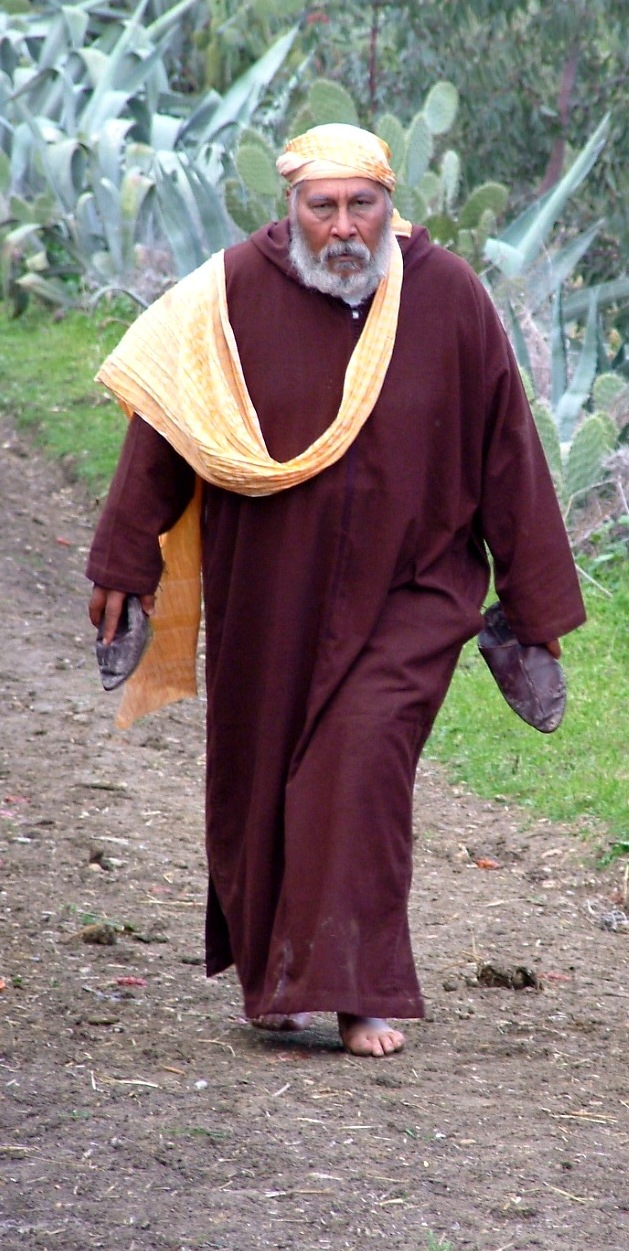
شفيق السحيمي في دور سيدي أحمد من مسلسل وجع التراب.

بعد عودته من دراسته بفرنسا، عُيّن سنة 1989 من طرف وزير الثقافة المغربي آنذاك محمد بن عيسى مديرًا للمعهد العالي للفن المسرحي والتنشيط الثقافي بالرباط، غير أن غياب الكفاءات المتخصصة في المسرح والسينما داخل المعهد دفعه إلى مغادرته. انتقل بعدها لتدريس المسرح في قسم اللغة والأدب الفرنسي بجامعة محمد الخامس، حيث أسّس تجربة المسرح الجامعي التي شارك فيها أكثر من 200 طالب وطالبة. 
في 1990، عاد إلى باريس لمواصلة التدريس والمشاركة في أعمال مسرحية كممثل ومخرج في فرنسا وهولندا وتونس. سنة 1998، عاد إلى المغرب ليؤسس فرقة «لاماليف» في ديسمبر 1999، وهي فرقة مسرحية ذات طابع نقدي وسياسي، استلهمت أعمالها من تجارب كبار المسرحيين العالميين مثل بريشت وبيتر فايس. وقد طور السحيمي عبرها شكلًا من المسرح الملتزم القريب من هموم الناس. غير أن مسيرته توقفت إثر ملاحقته في قضايا مالية دفعته إلى مغادرة المغرب نحو فرنسا، حيث استقر هناك رفقة ابنته بالتبني أوديل لوفسور.
في مجال المسرح، قدم السحيمي العديد من الأعمال التي تمزج بين النقد السياسي والاجتماعي، حيث قدم مسرحيات استلهمت من المسرح الملحمي والنقدي، واستخدم المسرح كأداة للتغيير الاجتماعي والسياسي في المغرب. ومن أبرز أعماله المسرحية التي لاقت نجاحًا في المغرب، كانت «لاماليف» التي حملت رسائل نقدية قوية حول القضايا الاجتماعية والسياسية. كما عُرف بتقديمه لمسلسلات تلفزيونية مقتبسة عن أعمال أدبية عالمية تناولت مظاهر المجتمع الريفي في المغرب على غرار مسلسله الأشهر وجع التراب الذي اقتبسه عن رواية الأرض للكاتب إميل زولا.

## أعماله

### مسلسلاته
- 2002: العين والمطفية
- 2006: وجع التراب
- 2007: صيف بلعمان
- 2008: تريكة البطاش
- 2013: شوك السدرة

### أفلامه
- 1976: رماد الزريبة

### مسرحياته
- 2000: عوم بحرك
- 2003: الوجه والقفا
- 2004: الشرادي
- 2004: المنزه

## روابط خارجية
- شفيق السحيمي على موقع IMDb (الإنجليزية)
- شفيق السحيمي على موقع قاعدة بيانات الأفلام العربية